# Anubis (жуки)
Anubis (лат.) — род жесткокрылых насекомых из трибы Callichromatini подсемейства настоящих усачей.
Род описал американский энтомолог Джеймс Томсон в первом томе работы Systema cerambycidarum ou exposé de tous les genres compris dans la famille des cérambycides et familles limitrophes, изданной в 1864 году, обычно цитируемой кратко как «Systema cerambycidarum».
Типом был указан Anubis sexnotatus Thumberg, Mus. Nat. Ac. Upsal  IV p.57. (1787), ранее относимый к роду дубовых усачей (Cerambyx). 
Обитают в Южной Африке и в Юго-Восточной Азии где ареал раскинулся от Сиккима и Южного Китая до Малайского полуострова и Филиппинских островов.

## Виды
В составе рода следующие виды жуков:
- Anubis bipustulatus Thomson, 1865
- Anubis bohemani Gahan, 1894
- Anubis clavicornis (Fabricius, 1775)typus — Южно-Африканский вид
- Anubis curtus Hüdepohl, 1990
- Anubis cyaneicollis (Pic, 1946)
- Anubis cyaneus Pic, 1924
- Anubis dissitus Bates, 1879
- Anubis hexastictus (Fairmaire, 1887)
- Anubis inermis (White, 1853)
- Anubis leptissimus Gressitt & Rondon, 1970
- Anubis manillarum (Chevrolat, 1838)
- Anubis mellyii (White, 1853)
- Anubis methneri Schmidt, 1922
- Anubis pubicollis (Pascoe, 1863)
- Anubis rostratus Bates, 1879
- Anubis scalaris (Pascoe, 1863)
- Anubis striatus (Gressitt & Rondon, 1970)
- Anubis subobtusus (Pic, 1932)
- Anubis suturalis Schwarzer, 1930
- Anubis umtaliensis Schmidt, 1922
- Anubis unifasciatus Bates, 1879
- Anubis viridicollis Pic, 1932
- Anubis vittatus Schmidt, 1922